# Mylabris furcimacula
Mylabris furcimacula is een keversoort uit de familie van oliekevers (Meloidae). De wetenschappelijke naam van de soort is voor het eerst geldig gepubliceerd in 1915 door Sumakov.